# Christen Brun
Christen Brun (født 6. september 1846 i Bergen, død 27. april 1917) var en norsk teolog og biskop.
Christen Brun var 1906-1917 biskop over Hamar Stift. Han indtog et luthersk kirkeligt standpunkt, og i de norske kirkestridigheder omkring århundredskiftet modarbejdede han den nyere teologi. Derimod kæmpede han ivrigt for reformer såsom kirkeligt selvstyre og forfægtede en fri folkekirke løst fra staten. Videre arbejdede han for indførelse af obligatorisk borgerlig vielse med mere. I flere værker har han behandlet oplysningstiden og de vigtigste nyere sekter inden for protestantismen. Efter hans død udkom hans Religionsfrihetens historie (1918).